# ポントスのエウァグリオス

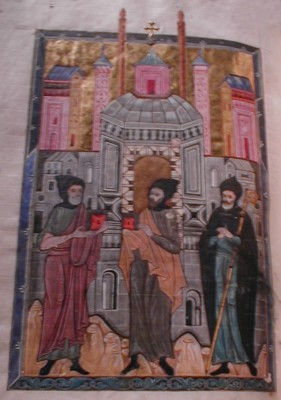
17th century illumination featuring Evagrius Ponticus (left), John of Sinai, and someone else identity unknown.

ポントスのエウァグリオス（Euagrios Pontikos、345-399）は4世紀のキリスト教の理論家（教父）、エヴァグリオス・ポンティコス、エヴァグリウス・ポンティコス、エウアグリオス・ポンティコスとも表記される。エジプトの砂漠で16年間隠修生活を送り、多くの著作を残した。

## 略歴
エウァグリオスは、345年ごろ、小アジアの黒海に面する地方ポントスのイボラという町に生まれた。青年時代、カッパドキアのバシレイオスとナジアンゾスのグレゴリオスのもとで神学を学んだ。バシレイオスの死後、グレゴリオスによって助祭に叙せられる。その後、グレゴリオスに随行してコンスタンティノポリスに行き、381年、総主教ネクタリオスの補助を務める。
382年、エルサレムに旅し、当地で大メラニアに出会う。これが運命的な出会いとなった。彼女は378年ごろ、エルサレムに女子修道院を開いた人物で、彼女に影響を受けたエウァグリオスは383年ごろ、アレクサンドリアの南東約50キロメートルにあるニトリアの砂漠で隠修生活に入った。その2年後、ニトリアの南約18キロメートルにあるケリアの砂漠に移り、14年間そこで霊性修行を続け、著作し、弟子たちを指導した。
エウァグリオスは、当時スケティスで隠修生活をしていたマカリオスを尊敬しており、たびたび彼を訪ねてその教えを受けた。
生前から彼の著作は、オリゲネス主義的傾向をもつとして攻撃された。399年にはアレクサンドリア総主教テオフィロスによる迫害が迫るなか、その数ヵ月前に彼は没した。
彼は20編を超える著作を残した。彼の作品はその知性主義的傾向のために、553年の第2コンスタンティノポリス公会議の直前にオリゲネスと共に異端として断罪される憂き目を見たが、弟子であったヨハネス・カッシアヌスを初め、偽ディオニュシオス・アレオパギテスや告白者マクシモスなどのとりわけ東方の霊性修行者に深い影響を与えた。正統派教会では異端として排斥され彼の名は以後表面に出ることはなかったが、非カルケドン派のシリアやアルメニアの教会では大いに尊重された。また、正統派教会においてもその著作は別人の名（特にシナイのネイロスの名）によって伝えられ、重要な霊的書物とされた。エウァグリオスの名のもとに伝わっているギリシャ語のものは残っているものが少なく、シリア語訳やアルメニア語訳によって伝わっているのが現状である。

## 著作『修行論』について
エウァグリオスは『修行論』の中で、霊的修行を実践する修道士を悩ませる誘惑や困難について分析を試みている。『修行論』の第六章に、「最も一般的な想念（ロギスモイ）は八つあって、その中にあらゆる想念が含まれている」とあって、「貪食」、「淫蕩」、「金銭欲」、「悲嘆（心痛）」、「怒り」、「アケーディア（嫌気、霊的怠惰）」、「虚栄心（自惚れ）」、「傲慢」がその想念であるという。エウァグリオスがこれらによって意味したのは、人々がこの語句によって思い描くような大罪というよりは、むしろ、魂が生来持っているこのような罪への傾向性を掻き立てようとする誘惑のことである。従って、貪食とは単なる暴飲暴食への誘惑ではなく、むしろ、修道士が自分の健康を心配して禁欲の修行に手心を加えようとする誘惑を意味している。同様に、淫蕩も実際の姦淫への誘惑ではなく、修道士の心の中に湧き上がってくる性的幻想、修道士を悩ませ、自己の本性の性的側面を想い起こさせるような性的幻想の誘惑を意味している。
これらの八つの想念のなかで少しわかりにくいのはアケーディアであろう。霊的修行者にとってのアケーディアとは、自分が行っている修道生活に自信が持てなくなって、どうして自分はこういう事をしているのだろうかとか、こういう事をして一体何になるのだろうかとか、祈りに力が入らず、何をするにも物憂くなったり、億劫になったり、ここではなく別の修道院ならもっと修行の効果が上がるだろう、などと思ってしまうことである。こういう事は修道者ではなくとも、一般の生活をしている人でも、何かしら心当たりのあるものである。エウァグリオスはアケーディアを詩篇91の6節に描かれた「真昼の悪魔」であると呼び、すべての悪魔どものうちで最もやっかいなものであると分析している。
『修行論』の中心テーマはこれらの八つの想念の起源、性格の分析、およびそれらに対してどのように処して行ったらよいかを論じることである。ただし、これらの「想念」の背後にはほとんど常に「悪魔ども」が控えているため、本書は一つの悪魔論ないし、悪魔との対決マニュアルとなっている。これらの「想念」はそれぞれを担当する「悪魔ども」の仕業と分析されているが、このことを古代人の非科学性の表れということはできない。彼ら砂漠の霊的修行者にとってそれは実際に「悪魔ども」の仕業であった。それだけのリアリティーがあったのである。つまり、こうした悪徳の想念は人間にまつわりついているものであり、人間の存在と深く結びついていると考えられるのである。
エウァグリオスの議論は大変鋭いものであって、心理学的鋭さと深さとを示している。彼はこれらの「想念」と戦い、克服することによって、修行者の目指す究極は不動心（アパテイア、平静さ）と愛であるとしている。

## 主な著作
- 『修行論』（Practikos） - (中世思想原典集成3)に収録されている。翻訳、解説 佐藤 研。
- 『認識者』（Gnosticus）
- 『認識の摘要』（Kephalaia gnostica）
- 『祈祷論』153章（De oratione、かつてはシナイのネイロス（英語版）（シナイのニルス、アンキュラのニルス）の著作とされていた）
- 『修道生活の基礎』（Rerum monachalium rationes）
- 『八つの悪しき霊について』（De octo spiritibus malitiae）
- 「詩篇」、「箴言」、「創世記」、「ルカによる福音書」その他に関する註解書